# Frédéric Edelstein
Pour les articles homonymes, voir Edelstein.
Frédéric Edelstein, né le 30 juillet 1969 à Lyon, est un dompteur français de fauves et le directeur du cirque Pinder. Avec sa sœur Sophie Edelstein, il était l'une des têtes d'affiches du cirque Pinder.
Le cirque Pinder a été racheté par son père, Gilbert Edelstein, en 1983 à Jean Richard auquel il était associé. C'est donc naturellement qu'il côtoie les artistes de cirque. Il sera notamment conseillé par les dompteurs réputés Dick Chipperfield (Chipperfield's Circus) et Wolfgang Holzmaïr (Pinder).
Il a présenté plusieurs numéros : parfois plus de 16 fauves en piste (lions et tigres). Depuis 2014, son numéro phare présentait 12 lions blancs dont des lionnes qu'il faisait se coucher sur lui.
Début mai 2018, le cirque Pinder dans lequel Frédéric Edelstein se produisait depuis de longues années a été placé en liquidation judiciaire, la tournée a été suspendue et Frédéric Edelstein s'est retrouvé au chômage technique.
Début décembre 2018, Jean Arnaud a lancé un spectacle à Paris, Le Grand Cirque de Noël Américain. Frédéric Edelstein était censé participer à ces représentations mais à cause d'un problème d'installation, il n'a pas pu assurer les spectacles avec ses lions blancs[réf. nécessaire].
Le 24 décembre 2018, il fait son retour à Nantes, au Grand Cirque de Noël Medrano[réf. nécessaire]. 
En 2019, il inscrit son numéro de domptage dans la tournée du cirque Claudio Zavatta.